# Avatar Reality
Avatar Realityは、アメリカ合衆国のハワイ州に本社を置く、バーチャル世界を開発する株式会社である。

## 概要
2006年12月、橋本和幸とヘンク・ブラウアー・ロジャースが設立した。2007年3月、ドイツCrytek社の最先端ゲームエンジン「CryENGINE 2」の世界初のライセンス契約を締結した。その後、映画「ファイナル・ファンタジー」の技術開発メンバーが中心となってBlue Marsを開発する。
アドバイザリーボードにはロジャースのほかに、任天堂米国法人の初代社長を勤めた荒川實、テトリスを開発したコンピューター技術者であるアレクセイ・パジトノフが参加している。
2008年1月に、イーフロンティアとの業務提携を発表した。この業務提携により、同社が開発したShade 10やShade Home Designでのモデリングデータをコンバートできるようになった。
2009年3月に、Blue Mars用のSDKをリリースした。
2010年3月に、420万ドルの資金調達に成功したと発表した。